# Lassay-sur-Croisne
Lassay-sur-Croisne è un comune francese di 248 abitanti situato nel dipartimento del Loir-et-Cher nella regione del Centro-Valle della Loira.

## Società

### Evoluzione demografica
Abitanti censiti